# آرثر غرانفيل
آرثر غرانفيل (بالإنجليزية: Arthur Granville)‏ (8 مايو 1911 في المملكة المتحدة - 1987) هو لاعب كرة قدم ويلزي في مركز الدفاع. لعب مع كارديف سيتي.